# Mezinárodní federace překladatelů

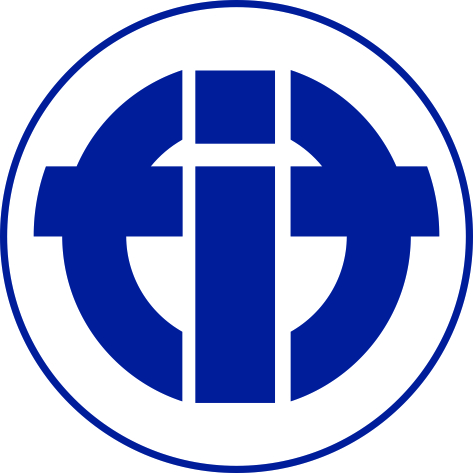
Logo Mezinárodní federace překladatelů

Mezinárodní federace překladatelů (FIT, Fédération Internationale des Traducteurs, International Federation of Translators) je mezinárodní sdružení organizací překladatelů, tlumočníků a terminologů. jejími členy je více než sto profesních spolků, zastupujících přes 80 000 překladatelů a tlumočníků v 55 zemích. Úlohou federace je podpora profesionality v disciplínách, které zastupuje. Usiluje o neustálé zlepšování podmínek pro výkon profese ve všech zemích, brání práva překladatelů a tlumočníků i svobodu projevu.
FIT udržuje pracovní styky s UNESCO.

## Řídící orgány
Nejvyšším orgánem FIT je statutární kongres, konaný v tříletých intervalech. Delegace členských sdružení na něm volí radu, která si pak volí výkonný výbor a řídí činnost FIT do příštího kongresu. K podpoře řídících orgánů jsou zřizovány výbory různého zaměření, které podávají zprávu o své činnosti kongresu a výroční zprávu radě. po statutárním kongresu následuje veřejný kongres, který představuje mimořádně významné fórum pro kontakty a informace mezi pracovníky v oborech, které FIT zastřešuje.

## Sekretariát
FIT udržuje sekretariát na poloviční úvazek pro koordinaci členské administrativy a činností federace. sekretariát úzce spolupracuje s výkonným výborem, radou příslušnými pracovními skupinami.
Sekretariát FIT sídlí od října 2010 ve Švýcarsku (po 11 letech v Kanadě). Řídí jej výkonná ředitelka  Jeannette Ørsted.